# Iglesia de los Santos Juanes (Rosell)
La iglesia de los santos Juanes de Rossell, dedicada a San Juan Baptista y San Juan Evangelista, de estilo barroco, es un templo católico situado al centro del casco antiguo de la población y sede de una parroquia del obispado de Tortosa.

## Historia
Se conoce la existencia de un templo desde la mitad del siglo XIII, y la construcción de un altar mayor en 1425, encargado a los hermanos Serra, de Tortosa; pero no cuántas modificaciones o reedificacions tuvo hasta la construcción del templo actual, que por sus características tardobarrocas con presencia clásica parece ser del segundo cuarto del siglo XVIII, coincidiendo con un importante incremento demográfico. El campanario y la sacristía son posteriores, puesto que el 5 de febrero de 1760 se acuerda la construcción con Bernat Minguet.
La cabecera de la iglesia está adosada a los restos del recinto amurallado de la villa.
El interior fue destruido casi totalmente durante la Guerra Civil y en 2000 se repintó.

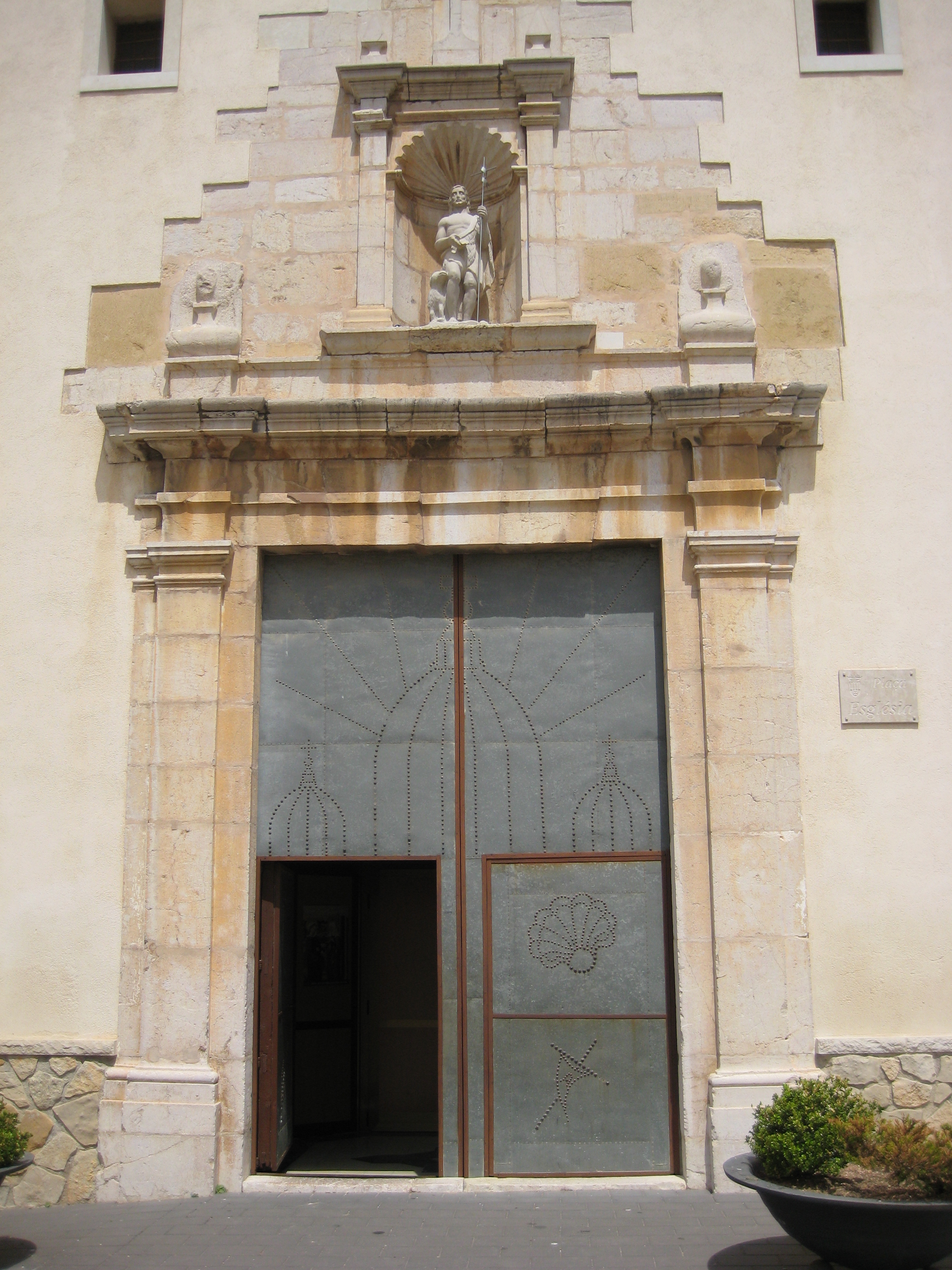
Portada

## Arquitectura

### Estructura
La iglesia es rectangular con tres naves divididas en cuatro tramos mediante pilares y, capillas laterales entre los contrafuertes, sin crucero. La cabecera es plana con la misma anchura que la nave central, y a los lados, la sacristía y la capilla de la Comunión. La cubierta es de bóveda de cañón con lunetos, y en el paso entre los muros y la bóveda, se encuentra un entablamento que recorre todo el perímetro menos el centro del ábside para dejar lugar al retablo.

### Portada
La portada centra una fachada rematada por una cornisa a dos aguas, y tiene adosada junto al Evangelio la torre campanario. Esta portada, con arco de dintel en la apertura, está flanqueada por pilastras con basamento y capitel simples, que soportan un entablamento roto. Por encima, a los extremos, siguiendo las pilastras inferiores, remados circulares, que enmarcan una hornacina en forma de pechina protegida por pilastras y entablamento, con las mismas características que las del cuerpo inferior. Y sobre este entablamento, unos pináculos adosados y en el centro una cruz. Arriba de la portada una ventana sirve para iluminar la nave central.

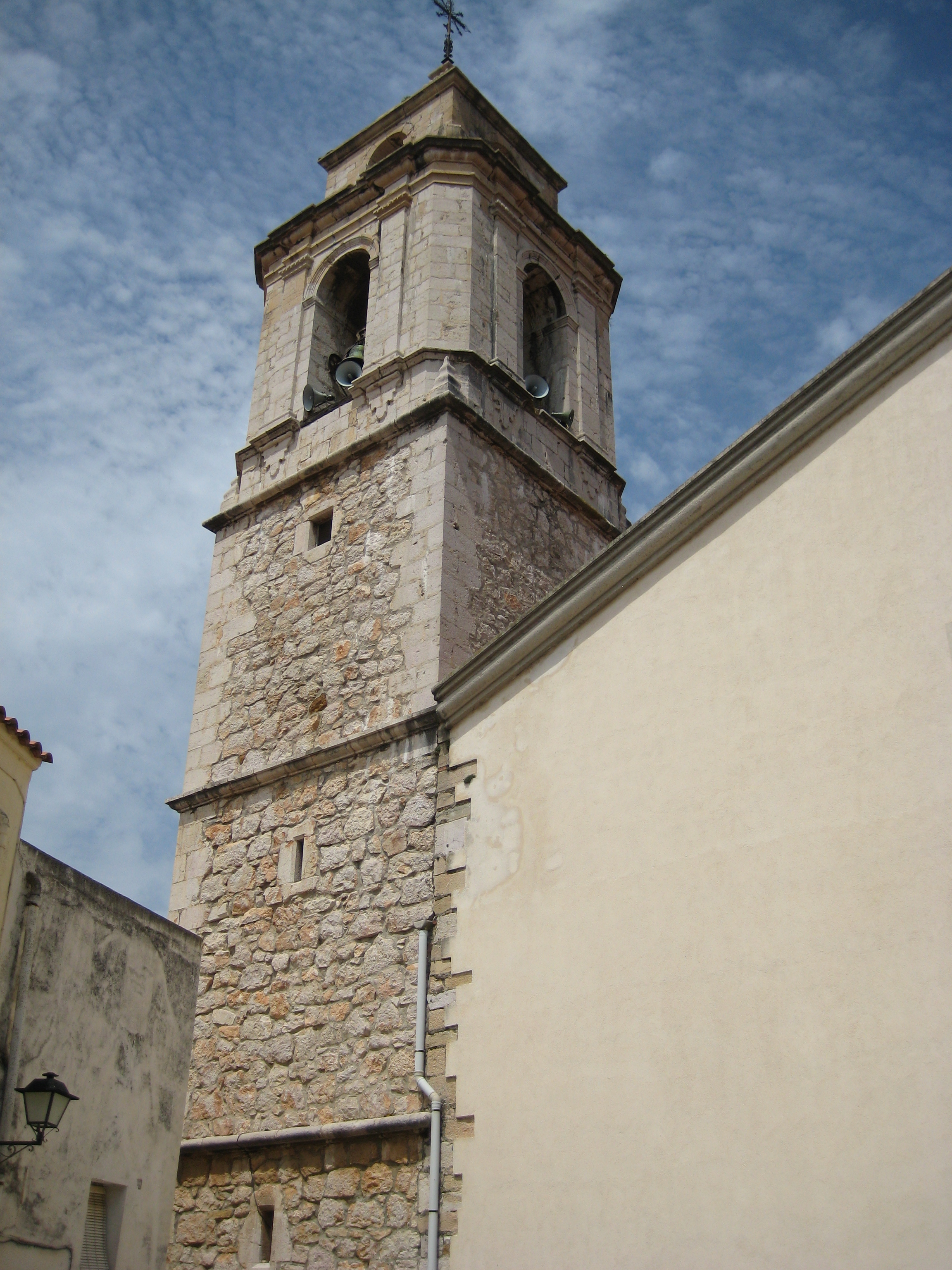
Torre campanario

### Campanario
De base cuadrada y cuatro cuerpos. Los tres cuerpos inferiores son macizos, de fuste liso, las paredes de piedra irregular, excepto los lados de sillares, mientras el cuerpo superior, el de las campanas, todo de sillares, presenta una apertura de medio punto en cada cara protegida por pilastras, y los lados están en chaflán. Por encima, un cuerpo más estrechado, con aperturas en las cuatro caras cubierta por una pirámide curva.

## Tesoro parroquial
- Dos retablos renacentistas provenientes de la iglesia de Bel, ambos con mesa central, dos calles laterales, ático y predela, actualmente situados a los lados del altar mayor:[8]

♦ El retablo de San Jaime (1570). Al aceite. De Sarinyena, padre de Joan Sarinyena, donde destaca el piso principal, con la imagen de San Jaime en el centro, y las de San Juan Bautista y San Antonio Abad , en los laterales.
♦ El retablo de San Miguel y San Jerónimo (1530). A la témpera. Destaca la predela, con la representación de los cinco profetas, y el ático, con la Santísima Trinidad rodeada por el tetramorfos.
- Cruz procesional mayor. De Gabriel Jaquers. De plata sobredorada, cincelada y repujada con esmaltes. El pie y el cañón son del siglo XIV, la cruz es de 1443 y la decoración floral del siglo XIX. Es una cruz latina con brazos rectos interrumpidos por medallones tetralobulados y acabamientos en flor de lis.[9]